# Tycomarptes journiaci
Tycomarptes journiaci är en fjärilsart som beskrevs av François Louis Nompar de Caumont de Laporte 1977. Tycomarptes journiaci ingår i släktet Tycomarptes och familjen nattflyn. Inga underarter finns listade i Catalogue of Life.